# Pikku-Kana
Pikku-Kana är en ö i Finland. Den ligger i sjön Näsijärvi och i kommunen Tammerfors i den ekonomiska regionen Tammerfors och landskapet Birkaland, i den södra delen av landet, 170 km norr om huvudstaden Helsingfors. Öns area är 0,6 hektar och dess största längd är 130 meter i sydväst-nordöstlig riktning.